# 정사각형

정사각형은 네 변과 네 각의 크기가 모두 같은 사각형이다.

유클리드 기하학에서, 정사각형(正四角形, 영어: square, 문화어: 바른사각형)은 네 변의 길이가 모두 같고, 네 각의 크기가 90°(또는 직각)로 모두 같은 사각형이다. 즉 인접하는 변의 길이가 같은 직사각형이다. 꼭짓점이 A, B, C, D인 정사각형을 {\displaystyle \square }ABCD로 표기한다.
다음 특징들은 정사각형과 동치인 조건이다.
- 인접한 두 변의 길이가 같은 직사각형
- 한 내각이 90°인 마름모
- 모든 각의 크기가 같은 마름모
- 대각선의 길이가 같고 서로 수직인 마름모
- 한 내각이 90°이고 인접한 두 변의 길이가 같은 평행사변형
- 네 변과 네 각의 크기가 모두 같은 사각형

## 성질

정사각형의 성질

정사각형은 마름모이자, 연꼴이자, 평행사변형이자, 등변사다리꼴이자, 직사각형인 사각형이다.
- 정사각형은 정다각형이므로 정다각형의 일반적인 성질들을 모두 갖고 있다.
- 정사각형의 한 변의 길이가 {\displaystyle a}일 때, 정사각형의 넓이는 {\displaystyle a^{2}}, 둘레는 {\displaystyle 4a}, 대각선의 길이는 {\displaystyle {\sqrt {2}}a}이다.
- 정사각형에 외접하는 원의 넓이는 그 정사각형의 넓이의 {\displaystyle {\frac {\pi }{2}}\simeq 1.57}배이다.
- 둘레의 길이가 같은 모든 사각형들 중에서 정사각형의 넓이가 가장 크다.
- 정사각형에 내접하는 원의 넓이는 그 정사각형의 넓이의 {\displaystyle {\frac {\pi }{4}}\simeq 0.79}배이다.
- 정사각형은 정다각형 중에서 한 가지 모양으로 평면 테셀레이션을 만들 수 있는 세 가지 도형 중 하나이다. (나머지는 정삼각형, 정육각형) 이것은 정사각형의 한 내각의 크기(90°)가 360°의 약수이기 때문이다.
- 정사각형은 2차원의 계량 폴리토프(measure polytope)이면서 십자 폴리토프(cross polytope)이다. 정사각형의 슐레플리 기호(Schläfli symbol)는 {4}이다.
- 정사각형은 많은 대칭성을 갖고 있다. 네 개의 대칭축에 대하여 선대칭이며, 90°, 180°, 270° 회전에 대하여도 대칭이다. 대칭군은 정이면체군 D4이다.

## 비유클리드 기하에서의 정사각형
비유클리드 기하에서도 정사각형을 정의할 수 있다. 예를 들어 평면 기하에서 정사각형이란, 모든 변의 길이가 같고, 변들이 만나서 이루는 각의 크기도 모두 같은 평면 사각형을 말한다. 평면 사각형(일반적으로 평면 다각형)의 변이란 대원의 일부인 호이다. 구면 기하에서와는 달리, 평면에서의 정사각형의 한 내각은 직각보다 크다.

## 같이 보기
- 정육면체
- 정사각수
- 사각형 타일링
- 단위정사각형